# Isma’il II
Isma'il II (ur. 1537, zm. 1577) – szach Persji w latach 1576–1577. Syn szacha Tahmaspa I oraz Turkmenki Mahdi Ulja. Mohammad był następcą na tronie swojego zmarłego ojca Tahmaspa I. Poprzednik szacha Mohammada Chodabande.

## Dojście do władzy
Po śmierci Tahmaspa I, decydujący głos należał do wyższych szyickich duchownych oraz plemiennych wodzów, emirów. Zapowiadało to formalne trudności przy dochodzeniu do zgody wymaganej przy wskazaniu kandydata na nowego władcę. Międzyplemienne relacje u Kyzyłbaszy były oparte na poczuciu wzajemnej równości. Wyjątkową pozycję zajmował oczywiście ród Safawidów. Sama przynależność do niego nie decydowała jednak, w rozumieniu emirów, o prawach do sukcesji. Ta kwestia nie została rozwiązana wewnątrz federacji. W czasie bezkrólewia wzrastało zagrożenie wybuchu zamieszek. Natomiast ogólnego powstania ludowego bali się wszyscy, zarówno koczownicza, jak i osiadła arystokracja.
Elektorzy stanęli przed trudnym zadaniem. Zmarły szach zostawił bowiem 12 synów. Wszyscy mieli natomiast własnych opiekunów (tur. lale), którzy to bez zwłoki przystąpili do działania. Każdy z nich wysunął naturalnie własnego kandydata jako jedynego spadkobiercę tronu. Pozycja kandydata zależała natomiast od siły popierającego go plemienia i kliki dworskiej. Kandydatem plemienia Ustadżulu był Hajdar, który zyskał poparcie tylko tego plemienia, a inne partie go zwalczały. to doprowadziło w stołecznym Kazwinie do krwawych bójek, podczas których zamordowano Hajdara. Ostatecznie zwyciężył Ismail Mirza popierany przez wszystkie plemiona, nie wliczając Ustadżulu, oraz dwór.

## Panowanie

### Doświadczenie życiowe
Nowy szach, Isma'il II, miał za sobą ciężkie doświadczenia. Ojciec kazał go trzymać w więzieniu przez 20 lat w mieście Ghahghaha. Nic zatem dziwnego, że fakt ten odcisnął piętno na jego charakterze. Trzymanie najbliższych krewnych i potencjalnych kandydatów do tronu w izolacji, w oddalonym zameczku zwanym klatką (tur. kafas), było normą na dworze władców tureckich. Po jakimś czasie nastał zwyczaj zabijania więźniów. Mordując później swoich braci już jako władca, wzorował się na praktykach ze stambulskich, bądź z ojca, który sam zamordował swoich dwóch braci.

### Osiągnięcia
Pierwszą istotną zmianą była reorientacja w stosunku do sunnizmu. Natomiast drugą, wyraźny wzrost wpływów haremu. Do głosu doszły kobiety z najbliższego otoczenia szacha. Zaczęły one wywierać wpływ na bieg wydarzeń. Do grupy wpływowych dam zaliczała się siostra szacha, Pari Chan Chanom, skutecznie intrygująca przy obsadzaniu stanowisk państwowych. Drugą osobistością wywodzącą się z haremu była wdowa po poprzednim i matka obecnego szacha, Mahdi Ulja. Obie panie należały do przeciwnych obozów. Po stronie Mahdi opowiedział się wielki wezyr, dzięki któremu przejęła faktyczny ster rządów. Przejmowanie rządów przez kobietę i ustępstwa czynione sunnitom doprowadziły do sprzeciwu wodzów Kyzyłbaszy.

### Zbrodnie i śmierć
Niezależnie od przyczyn, Isma'il II, wraz z objęciem władzy, stał się człowiekiem okrutnym. Z wyjątkową zaciętością zwalczał wszelką opozycję. Zabił 6 braci mieszkających w Kazwinie. Polecenie wymordowania krewnych mieszkających na przedmieściach stolicy wstrzymała niespodziewana śmierć szacha. Dzięki temu z rzezi ocalał Mohammad Chodabande, ukrywający się wówczas w Szirazie.

## Literatura
- Bogdan Składanek, Historia Persji, tom III, wydawnictwo akademickie DIALOG, Warszawa 2007, s. 40 – 41